# С. В. Д.
«С. В. Д.» (Союз Великого Діла) — радянський художній фільм Григорія Козінцева і Леоніда Трауберга, знятий в 1927 році. Фільм був частково втрачений, але кінознавцю Володимиру Дмитрієву вдалося знайти відсутні частини і сформувати повну версію картини.

## Сюжет
Про повстання декабристів на півдні Росії. Дія фільму відбувається взимку 1825 року напередодні і в ході повстання.
Шулер і авантюрист Медокс виграє в трактирі кільце з ініціалами «С. В. Д». Це були ініціали нареченої програвшого. По ходу дії ці ініціали кілька разів змінюють свою розшифровку. Значення абревіатури по ходу фільму: «Щастя Вивозить Дурнів», «Союз Великого Діла», «Стежити … Видавати … Добити!» і «Союз Веселого Діла».
Картковий шулер Медокс проголошує перше значення абревіатури: «Щастя Вивозить Дурнів». Він зустрічається з дружиною генерала Вишневського, просить допомогти ввести його в місцеве суспільство, але отримує відмову.
Коли офіцер Суханов приходить арештовувати шулера, Медокс показує перстень як знак таємного товариства «Союз Великого Діла». Суханов приймає його за борця з царським режимом і не виконує наказ про арешт. Підступний шулер дає нову інтерпретацію «С. В. Д.» — «Стежити … Видавати … Добити!».
Суханов закохується в дружину керівника декабристів генерала Вишневського. Медокс за гроші видає учасників повстання на чолі з Вишневським. Повстання зазнає поразки. Медокс гуляє в гральному будинку і святкує поразку «Союзу великого діла» і перемогу «Союзу Веселого Діла».
Після поразки повстання Суханов звертається за допомогою до Медокса, але з'ясовується, що «Союз великого діла» в дійсності не існує, а є вигадкою авантюриста і провокатора. Медокс знущається над Сухановим і намагається вбити його, але Вишневська, що приїхала за листом Медокса, рятує поручика.
Потім переодягнений Медокс представляється полковником Соковніним і приїжджає до генерала Вейсмара, який брав участь в придушенні повстання. Медокс знову показує перстень, стверджуючи, що за його допомогою можна буде виманити беззбройних полонених, що сидять за гратами, на втечу, а потім знищити їх.
Після ряду пригод Суханову вдається проникнути у в'язницю, де були ув'язнені його товариші, і організувати їх втечу. Вишневська допомагає заарештованим учасникам повстання отримати зброю і втекти по підземному ходу в костел. Медокса викривають.
Втікачі знають, що в костелі їх чекає засідка. Однак солдати не знають про те, що повстанці озброєні. Щоб уникнути кровопролиття повсталим дають піти. Лише один солдат стріляє в Суханова. В кінці фільму поранений Суханов добирається до річки, де його знаходить Вишневська.
В авторській версії Суханов вмирає. У перезняті версії для європейських глядачів він залишається живим.

## У ролях
- Петро Соболевський —  декабрист Суханов
- Сергій Герасимов —  Медокс
- Костянтин Хохлов —  генерал Вишневський
- Софія Магарілл —  дружина Вишневського
- Андрій Костричкін —  слуга Медокса
- Олег Жаков —  гусар
- Микола Мічурін —  господар бродячого цирку
- Яніна Жеймо —  циркова наїзниця
- Олександр Мельников —  хлопчик з яблуками в цирку
- Михайло Мішель — генерал Вейсмар
- Борис Феодос'єв —  офіцер
- Еміль Галь —  Гамблер
- Людмила Семенова —  дама в гральному будинку

## Знімальна група
- Режисери: Григорій Козінцев, Леонід Трауберг
- Сценаристи: Юрій Тинянов, Юліан Оксман
- Оператор: Андрій Москвін
- Художник: Євген Єней